# Glandelkungsljus
Glandelkungsljus (Verbascum virgatum) är en flenörtsväxtart. Glandelkungsljus ingår i släktet kungsljus, och familjen flenörtsväxter.

## Underarter
Arten delas in i följande underarter:
- V. v. dertosense
- V. v. virgatum